# Antigén

Illusztráció, amely bemutatja, hogy az antigének hogyan kötődnek egy antitest megfelelő helyéhez, ami az immunrendszer általi védekező reakciót és az immunválaszt eredményezi, ha kölcsönhatásba lépnek egy olyan antitesttel, amely megfelel az antigén molekuláris szerkezetének

Az évtizedekig alkalmazott régi megfogalmazásban azokat az anyagokat nevezzük antigéneknek, melyek a gerincesek szervezetében ellenanyagok termelését indítják be.  Az immunrendszer összetett működésének megismerésével ez a definíció tartalmilag bővült.  Antigéneknek nevezhetők mindazon anyagok amelyek a szervezetbe jutva immunválaszt indítanak el, beleértve ebbe az ellenanyagok termelésének beindítását is. Figyelembe véve azt a tényt, hogy az immunrendszer funkciójának lényege a szervezetbe jutott testidegen és a saját struktúrák közötti különbségtétel, az antigének definiálhatók úgy is, mint olyan, nem saját anyagok, amelyek ellen az immunrendszer védekező reakciót – azaz immunválaszt – indít el.

## Az „antigén” szakkifejezés eredete
Az egyik leggyakrabban használt szakkifejezés az „antigén” szó bevezetését az immunológiába, – mint az „antiszomatogén” szó rövidítését – a magyar Detre László immunológusnak tulajdonítják. Detre a 19. század végén Párizsban a Pasteur Intézetben Ilja Iljics Mecsnyikov mellett dolgozott az "antigén" kifejezés bevezetésekor, amelyet 1899-ben az Annales Pasteurben megjelent publikációjában használt először írott formában.

## Az antigének jelentősége
A magasabbrendű élőlények olyan környezetben élnek, amely környezet számtalan mikrobát tartalmaz (baktériumokat, vírusokat, gombákat, protozoákat és amelyek a többsejtű élőlények kárára szaporodtak. A törzsfejlődés során csak azok az élőlények maradtak meg, amelyek a mikrobák támadásának sikeresen ellen tudtak állni. Az evolúció során a fertőzések elleni küzdelem lehetőségét az idegen behatolókat elpusztítani képes immunrendszer kialakulása jelentette. Az immunrendszer számára az egyik legnagyobb kihívás a behatoló struktúrák testidegenkénti felismerése tehát a a saját és az idegen struktúrák közötti különbségtétel. Tágabb értelemben antigénnek nevezzük mindazokat a struktúrákat (sejteket, fehérjéket, nukleinsavakat, poliszacharidokat vagy más összetett biomolekulákat) amelyeket a szervezet idegenként ismer fel. A szervezetbe behatoló kórokozókon több és gyakran többféle antigén is található amelyek alapján a szervezet immunrendszere az „idegenséget” felismerheti és a védekezést ellene beindíthatja.

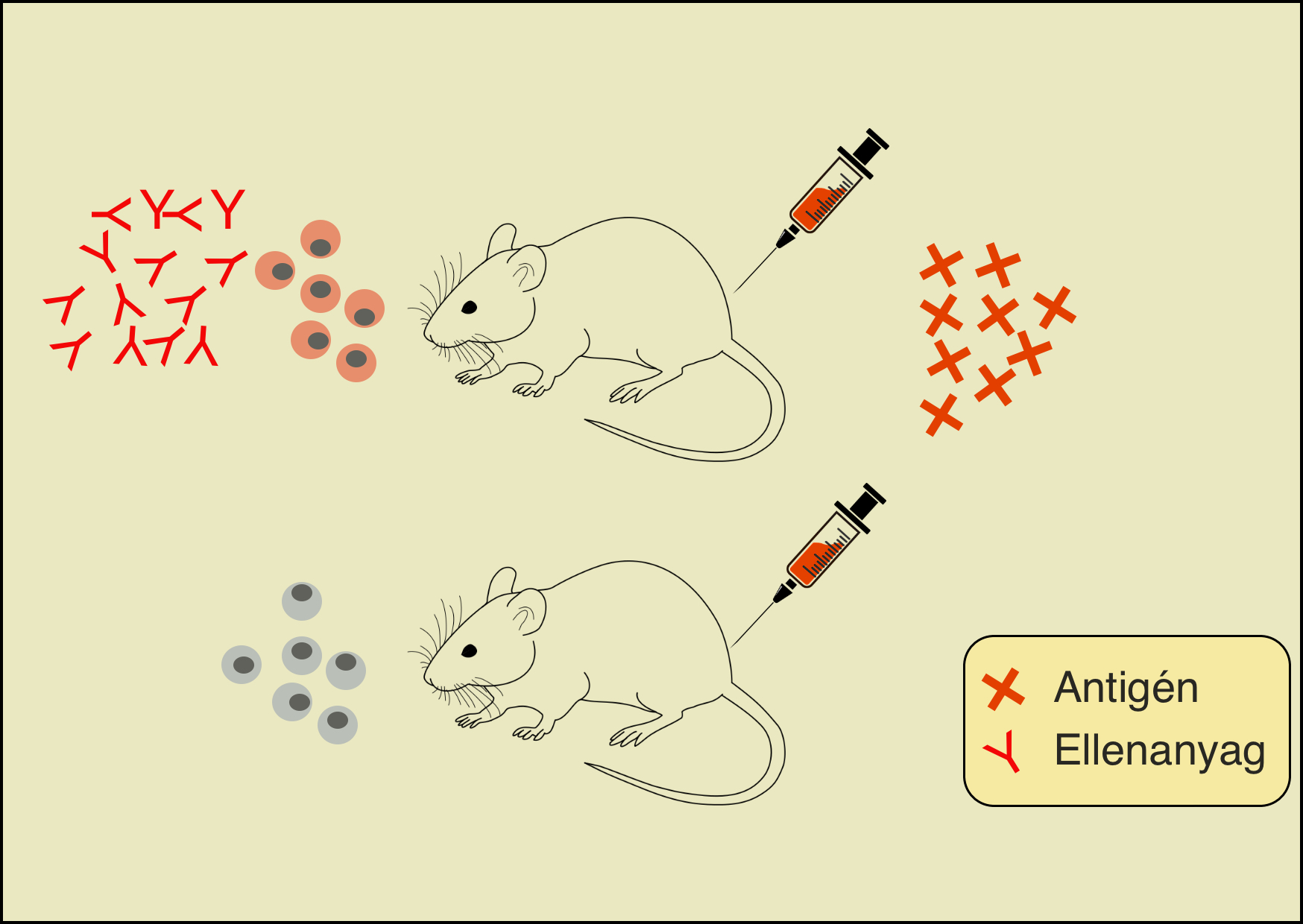
Az antigén fogalom csak egy adott recipiens vonatkozásában létezik (Gergely J. nyomán)

## Az antigén fogalom csak egy adott recipiens vonatkozásában létezik
Az antigének olyan molekuláris „jelek” amelyek alapján a szervezet a behatolót idegenként azonosítja. Az antigén fogalom meghatározása szempontjából lényeges, hogy az antigén csak egy adott recipiens vonatkozásában létezik.  Előfordulhat, hogy a behatoló struktúrát az egyik egyed idegenként ismeri fel és immunválasszal reagál a behatolóra, miközben ugyanaz az antigén struktúra egy másik szervezetben nem viselkedik antigénként és nem indít be immunválaszt. Más megfogalmazásban az egyik recipiens idegen antigénként ismeri fel a behatoló struktúrát, miközben a másik recipiens erre nem képes. Ezért a behatoló struktúra csak az immunválaszt produkáló recipiens esetében nevezhető antigénnek. Többek között ezzel magyarázható, a fertőző betegségekkel szemben mutatott eltérő érzékenység.

## A szervezet minden olyan struktúrát sajátjaként ismer fel, amellyel az embrionális fejlődés során találkozott

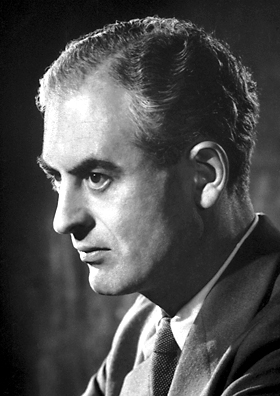
Peter Medawar (1915–1987) brazíliai születésű brit immunológus kísérletekkel igazolta, hogy a szervezet immunrendszere minden olyan struktúrát sajátjaként ismer fel, amellyel az anyaméhben az embrionális fejlődés során vagy a születést követő rövid időben találkozott

A  környezetünkben milliós sokféleségben fordulnak elő testidegen antigének amelyek a szervezetbe jutva immunválasz kiváltására ösztönzik a szervezetünket. Az immunválasz egy védekező mechanizmus, amelynek a lényege, hogy az idegen anyagot (az antigént) elpusztítsa és eltávolítsa a szervezetből.  Könnyen belátható, hogy a saját és az idegen felismerése és megkülönböztetése kulcsfontosságú cél a szervezet számára, mert katasztrófális következményekkel járna ha az immunrendszer a saját szöveteit kezdené pusztítani. Ehhez a folyamathoz a szervezetnek rendelkeznie kell egy felismerő jelfogóval, mechanizmussal.  A szervezet valójában nem a milliós sokféleségben előforduló számtalan antigén struktúrára vonatkozó információt tárolja – erre nem is lenne kapacitása – hanem a saját anyagára vonatkozó immunológiai információkat őrzi. Ami ettől a sajátként tárolt információtól eltér azt mind idegenként kezeli. Ahhoz, hogy a recipiens sajátként ismerjen fel egy struktúrát (pl. a saját sejtjeit, szöveteit) és ne indítson ellene védekező immunválaszt ahhoz az szükséges, hogy az adott saját struktúra már az embrionális fejlődés során találkozzon az ugyancsak fejlődésben lévő immunapparátus sejtjeivel. Egyszerű megfogalmazásban ez azt jelenti, hogy mindaz amivel az immunapparátus az anyaméhben találkozott az saját struktúra. Amivel nem találkozott, az idegen antigén.
Az antigének felismerésére vonatkozó kutatások a 20. század első feléig nyúlnak vissza, amikor is Frank Macfarlane Burnet, és Frank Fenner ausztrál virológusok megfigyeléseikre alapozva feltételezték, majd Peter Medawar brazíliai születésű brit biológus, immunológus állatkísérletekkel is igazolta, hogy a szervezet immunrendszere minden olyan struktúrát sajátjaként ismer fel, amellyel az anyaméhben az embrionális fejlődés során vagy a születést követő rövid időben találkozott.  Minden olyan anyag, amely az ezt követő időben jut a szervezetbe, nem saját, tehát antigén.
A szervezet tehát nem tekinti antigénnek azokat a struktúrákat amelyekkel az embrionális fejlődés során találkozott. Ennek a fordítottja is igaz és egyben azt is jelenti, hogy azok a saját anyagok, szövetek, sejtek amelyek az embrionális fejlődés során valami oknál fogva nem találkozhatnak a magzat fejlődésben lévő immunapparátusával, a születés után immunológiai szempontból idegenné, (tehát antigénné) válnak. Erre jó példa a szemlencse anyaga, amely a fejlődés során az embrió  vérkeringésétől elzártan a szemlencse tokjában foglal helyet. Ez az izoláltság azzal jár, hogy  nincs lehetősége az  immunapparátus sejtjeivel találkozni. Normális körülmények között ez az elzártság felnőtt korban is fennáll és nem okoz problémát.   Kóros körülmények között vagy sérülés esetén azonban a szemlencse anyaga  bekerülhet a keringésbe ami ilyenkor antigénként viselkedik, immunválaszt váltva ki.
Abból a szempontból, hogy valamely struktúra antigén lesz e az adott szervezet számára vagy sem az az egyén magzati fejlődésére során az immunaparátus „érésekor” dől el. Abban az időszakban, amikor az antigénstruktúrák  felismeréséhez szükséges receptorok  megjelennek az immunfolyamatokban aktív szerepet játszó sejtek membránjában. Ez a folyamat a magzati fejlődés korai szakaszában kezdődik és – fajonként eltérően – a születés után nem sokkal ér véget.

## Immunogenitás fogalma
A tapasztalat azt mutatja, hogy a szervezet nem egyforma erősséggel és intenzitással reagál a betolakodó antigénekre. Ebből arra lehet következtetni, hogy vannak úgynevezett  „erős” és „gyenge” antigének amelyekre erős vagy gyenge, esetleg lassan kialakuló választ ad az immunrendszer. Az eltérő erősségű immunválaszt kiváltó képesség jellemzésére az immunogenitás fogalmát vezették be.  Immunogenitáson tehát az egyes antigéneknek azt a tulajdonságát értjük, hogy valamilyen erősséggel képes megindítani az antigénnel szemben reagálni képes limfociták és ellenanyagok termelését. Egy antigén immunogenitásának nagy jelentősége van az oltóanyagok kifejlesztése során. Mivel a kórokozók többféle antigénnel rendelkeznek azok immunogenitása nem egyforma. Könnyen belátható, hogy a „erős” immunogenitású antigén ellen hatékonyabb oltóanyagot lehet termelni, mint a gyenge immunogenitású antigén ellen.

## Az antigén specifikus reakcióképességének fogalma
A specifikus reakcióképesség az antigének szelektivitásának jellemzésére használt gyakori szakkifejezés az immunológiában. A  specifikus reakcióképesség az a tulajdonság, amelynek segítségével egy adott antigén szelektív módon kötődni  képes az ellene terelődött ellenanyaggal illetve az immunsejtekkel. Más megfogalmazásban ez azt jelenti, az antigén szelektív módon (specifikusan) a megfelelő, tehát az ellene termelődött ellenanyaggal vagy immunsejttel reagál, és nem más antigének immunogén hatására képződött sejtekkel, illetve antitestekkel.

## Az antigének szerkezete, felépítése
Figyelembe véve azt a tényt, hogy a környezetünkben található idegen anyagok – fehérjék, vírusok, baktériumok és még az embertársaink szövetei  is – milliós sokféleségben fordulnak elő körülöttünk amelyek a szervezetünkbe jutva specifikus immunválaszt váltanak ki, felmerül a kérdés, hogy az antigének szerkezetükben miben hasonlóak és miben különböznek egymástól?
Biokémiai módszerekkel, úgynevezett irányított enzimes emésztéssel darabolták fel az antigéneket, majd az így kapott fragmentekkel immunizálták a kísérleti állatokat.  A vizsgálatok eredményéből kiderült, hogy minden antigén két részből épül fel.  Az egyik egy nagyobb struktúra a hordozó rész (karrier), a másik rész a hordozó felületén elhelyezkedő úgynevezett antigéndetermináns csoport (vagy csoportok).  Ez utóbbiakat hapténeknek vagy epitópoknak is nevezik.
A vizsgálatokból az is kiderült, hogy az immunválasz kiváltásához mindkét részre – a hordozóra és az antigéndetermináns csoportokra – egyaránt szükség van. A hordozóról enzimatikusan lehasított antigéndetermináns csoportok önmagukban nem elegendőek az immunválasz kiváltásához.

## Az antigének kémiai sajátságai
Az antigének kémiai természetét illetően sokáig tartotta magát az a nézet miszerint az antigének csak fehérjék lehetnek. Tény, hogy az ismert antigének jelentős része valóban fehérje, amelyek a mikroorganizmusokban vagy más, magasabb rendű fajok sejtjeiben, szöveteiben találhatók. Az antigének kémiai sajátosságait behatóan vizsgálva azonban kiderült, hogy más természetű anyagok is képesek antigénként viselkedni, azaz a recipiensben immunválaszt kiváltani. E vizsgálatokból az is kiderült, hogy az immunválaszt kiváltani képes, különböző szerkezetű molekulák (fehérjék, szénhidrátok, olajok, nukleinsavak) nem egyforma erősségű antigének, tehát immunogenitásukban eltérnek egymástól. Ezekről általánosságban elmondható, hogy a legerősebb immunogén hatással a fehérjék rendelkeznek majd sorrendben utánuk a szénhidrátok, lipidek és a nukleinsavak következnek. Az említetteken kívül, immunválaszt fémionok vagy szintetikus kémiai anyagok – közöttük gyógyszerek – is kiválthatnak.
A természetben található antigének több vegyületből felépülő rendszerek, – azaz antigén keverékek – amelyek a kórokozókat, vírusokat, baktériumokat, gombákat befedik. A nem mikrobiális antigének közé tartozik a pollen, a tojásfehérje, az átültetett szövetek, szervek anyagai, vagy a vérátömlesztés során bejutott vérsejtek felszíni fehérjéi és poliszacharidjai is.

## Az antigének jellemzése
Az önállóan nem immunogén antigéneket, amik csak hordozó (carrier) fehérjéhez kapcsolódva immunogének, inkomplett antigénnek, félantigénnek vagy hapténnek nevezzük. A félhaptének vagy haptidok pedig hordozóhoz kötve immunogének, de ellenanyaggal nem adnak látható reakciót. Az ellenanyaghoz specifikusan kapcsolódva képesek gátolni annak a teljes antigénnel való reakcióját, ezért hívják ezeket blokkoló antigénnek is.